# Jorge Herencia y Sánchez
Jorge Herencia y Sánchez fue un pintor español del siglo XIX.

## Biografía
Pintor natural de Toledo, fue discípulo de la Escuela especial de Pintura, Escultura y Grabado. En la Exposición de Madrid de 1876 presentó el Interior del coro de la catedral de Toledo. En la de 1878, La Capilla mayor, La Campana grande de la catedral de Toledo, y la Iglesia del Tránsito, antigua sinagoga en la misma población. Fue autor de un Retrato del Rey D. Alfonso XII, que se conservaba en el Ayuntamiento de Toledo.